# Kentarō Ōi
Kentarō Ōi (jap. 大井 健太郎 Ōi Kentarō; ur. 14 maja 1984) – japoński piłkarz występujący na pozycji obrońcy, zawodnik Júbilo Iwata.

## Życiorys

### Kariera klubowa
Od 2003 roku występował w klubach: Júbilo Iwata, Shonan Bellmare i Albirex Niigata.
1 stycznia 2016 podpisał kontrakt z japońskim klubem Júbilo Iwata, umowa do 31 stycznia 2020.

### Kariera reprezentacyjna
W 2001 był reprezentantem Japonii w kategorii wiekowej U-17.

## Sukcesy

### Klubowe
Júbilo Iwata
- Zdobywca drugiego miejsca J.League Division 1: 2003
- Zwycięzca Pucharu Japonii: 2003
- Zdobywca drugiego miejsca Pucharu Japonii: 2004
- Zwycięzca Pucharu Ligi Japońskiej: 2010